# قائمة الكواكب الصغيرة العابرة لمدار نبتون
 الكواكب الصغيرة:العابرة لمدار نبتون هي كل كويكب أو كوكب صغير يعبر مداره مدار كوكب نبتون (بالإنجليزية: Neptune-crosser)‏. أي أن مدارتها تتقاطع مع مدار نبتون.ويرد أدناه أرقام عابرات-نبتون المعروفة (اعتبارا من عام 2005) .الكوكب القزم بلوتو هو المثال الأكثر ضخامة من فئة هذة الأجرام .

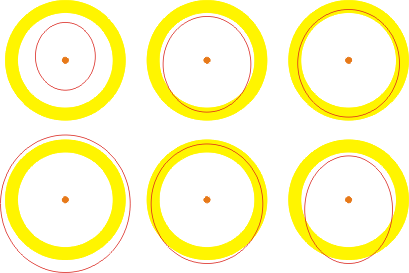
ملامسة-داخلية: وسط, أعلى;
ملامسة-خارجية: وسط, الجزء السفلي;
العابرة: يمين, الجزء السفلي;
مدار مشترك: يمين، أعلى

ملاحظات: † ملامسة-داخلية (رعاة); ‡ ملامسة-خارجية
- 5145 فولوس
- نيسوس 7066
- 10370 هيلونوم
- (15788) 1993 SB
- (15820) 1994 TB
- (15875) 1996 TP66
- (19299) 1996 SZ4
- (20161) 1996 TR66
- 20461 Dioretsa
- (26308) 1998 SM165 ‡
- 28978 إكسيون ‡
- (29981) 1999 TD10
- (32929) 1995 QY9
- (33128) 1998 BU48
- (33340) 1998 VG44
- 38628 هويا
- 42355 Typhon
- (44594) 1999 OX3
- (47932) 2000 GN171
- 52975 Cyllarus
- (54520) 2000 PJ30
- 55576 Amycus
- (55638) 2002 VE95
- (60608) 2000 EE173
- (65407) 2002 RP120
- 65489 Ceto
- (73480) 2002 PN34
- (78799) 2002 XW93
- (84719) 2002 VR128
- (87269) 2000 OO67
- (87555) 2000 QB243
- (88269) 2001 KF77
- (134340) بلوتو †